# Pałac Résidence
Pałac Résidence – kompleks budynków powstałych w latach 20. XX wieku w Belgii. Współcześnie, po kilku przebudowach i budowie nowego, postmodernistycznego gmachu w miejscu bloku A, funkcjonuje jako element budynku Europa.

## Powstanie
Po zakończeniu pierwszej wojny światowej Lucien Kaisin, we współpracy ze szwajcarskim architektem, Michelem Polakiem, przedstawił plany kompleksu luksusowych bloków mieszkalnych dla burżuazji i arystokracji, Pałacu Résidence, położonego na skraju dzielnicy Leopolda. Składający się z pięciu bloków (A – E), miał być "małym miastem w mieście", które mogłoby zapewnić swoim mieszkańcom różne udogodnienia, w tym salę teatralną, basen, a także inne usługi, jak restauracje i salony fryzjerskie. Pałac Résidence miał na celu rozwiązanie podwójnego niedoboru odpowiednich nieruchomości i pracowników domowych dla wyższych klas po zniszczeniu spowodowanym podczas wojny. Kamień węgielny, budynku w stylu art déco, wmurowano 30 maja 1923 r., a pierwsi lokatorzy wprowadzili się w 1927 roku.
Rozwój ten miał tylko krótki komercyjny sukces. W 1940 r. najemcy zostali zmuszeni do wyprowadzki, ponieważ budynek został zaanektowany na siedzibę okupującej niemieckiej armii podczas okupacji hitlerowskiej w czasie II wojny światowej. We wrześniu 1944 r., po wyzwoleniu Brukseli, budynek został przejęty na kwaterę główną Supreme Headquarters Allied Expeditionary Force (w skrócie SHAEF, z ang. Naczelne Dowództwo Alianckich Sił Ekspedycyjnych) i RAF Second Tactical Air Force.
Po wojnie w 1947 r. rząd belgijski kupił kompleks i użył bloku A do budownictwa biurowego w kształcie litery L w kierunku północno-wschodnim. Pod koniec lat sześćdziesiątych, w ramach modernizacji tego obszaru (budowy podziemnej linii kolejowej pod Rue de la Loi), pod okiem synów Michela Polaka została zbudowana nowa aluminiowa fasada zamykająca kształt litery L.

## Rozwój Dzielnicy Europejskiej
Wraz z rozwojem European Quarter w Brukseli planiści miejscy starali się znaleźć odpowiednią powierzchnię biurową, aby zaspokoić rosnący personel i potrzeby instytucji Unii Europejskiej położonych w bliskości Pałacu Résidence. W 1988 r. Zburzono wschodnią część Pałacu Résidence, bloki D i E, aby utworzyć budynek Justus Lipsius jako siedzibę Rady Unii Europejskiej. W 2002 r. Rada Europejska, organizacja skupiająca szefów państw i rządów UE, również rozpoczęła korzystanie z budynku Justus Lipsius w Brukseli. Nastąpiło to po zaawansowanym wprowadzeniu w życie decyzji europejskich przywódców podczas ratyfikacji traktatu nicejskiego w tym czasie, gdy łączne członkostwo w Unii Europejskiej przekroczyło 18 państw członkowskich. Wcześniej na szczycie Rady Europejskiej znajdowało się państwo członkowskie, które sprawuje rotacyjną prezydencję w Radzie Unii Europejskiej. Zaistnienie międzynarodowej obecności mediów w regionie sprawiło, że belgijski rząd federalny polecił przekształcić bloki C i D w siedzibę nowego Międzynarodowego Centrum Prasowego. Zachowano przy tym basen i teatr.
Jednakże w 2004 r. liderzy uznali, że problemy logistyczne pojawiające się podczas korzystania z przestarzałych obiektów uzasadniały budowę nowego miejsca, które mógłby poradzić sobie z blisko 6 000 spotkań, grup roboczych i szczytów rocznie. Potwierdziły to kilkukrotne renowacje budynku Justus Lipsius, w tym przekształcenie podziemnego parkingu w dodatkowe sale konferencyjne. Rząd belgijski zaproponował rozwiązanie polegające na konwersji bloku A Pałacu Résidence do nowej siedziby stałej dla obu instytucji UE. W ramach umowy teren zostałby przeniesiony z rządu belgijskiego do Sekretariatu Rady za symboliczną cenę w wysokości 1 euro, przy czym Rada miała wziąć na siebie koszty kolejnego projektu budowlanego.

## Transformacja bloku A w Europę
Ogłoszony został ogólnoeuropejski konkurs na przeprojektowanie bloku A Pałacu Résidence do potrzeb instytucji. Ponieważ oryginalne fasady stylu art déco w budynku Résidence Palace zostały uznane za zabytki, reguły konkurencji stwierdziły, że należy je zachować. W 2005 r. ogłoszono, że drużyna z udziałem firm architektonicznych: Philippe Samyn and Partners, Studio Valle Progettazioni i Buro Happold, przedstawiła zwycięski projekt. Projekt tego, co później zyskało nazwę Europa, obejmował rozbiórkę rozbudowy lat sześćdziesiątych, a także budowę dużego przedsionka ze szkła połączonego z odremontowanymi skrzydłami budynku z lat 20. XX wieku. W obrębie atrium miała powstać struktura "latarnia", w której znajdować się miały główne sale konferencyjne dla delegacji UE do Rady Europejskiej i Rady UE. Ze względu na liderów UE pragnących, aby budynek był przyjazny dla środowiska, do projektu dopisano montaż paneli słonecznych na dachu i recykling wody deszczowej. Prace budowlane w budynku Europa rozpoczęły się w 2007 r. Pierwotnie Europa miała zostać oddana do użytku w 2012 r, jednak ze względu na niepowodzenia i modyfikacje projektu po ewolucji potrzeb Rady Europejskiej jako instytucji podczas reform w traktacie lizbońskim budynek został ukończony w grudniu 2016 roku.